# Murray Valley Highway
Murray Valley Highway är en landsväg som mestadels är belägen i Victoria i Australien. Landsvägen sträcker sig från landsvägen Sturt Highway, nära Robinvale till landsvägen Alpine Way nära Corryong. Det var vid en plankorsning på landsvägen att järnvägsolyckan i Kerang inträffade, där elva personer omkom.